# NGC 2492
NGC 2492 is een elliptisch sterrenstelsel in het sterrenbeeld Tweelingen. Het hemelobject werd op 24 december 1827 ontdekt door de Britse astronoom John Herschel.

## Synoniemen
- UGC 4138
- MCG 5-19-28
- ZWG 148.80
- PGC 22397